# Магази
Магази (араб. مخيم المغازي )‎ — лагерь палестинских беженцев, расположенный в мухафазе Дейр-эль-Балах в центральной части сектора Газа. Основан в 1949 году. Лагерь занимает площадь 0,6 км².

## История
В начале 1949 года раборники организации квакеров по оказанию помощи посетили Магази и сообщили, что на частной земле разбили лагерь 2500 беженцев. Они жили в палатках бедуинов и египетской армии, а также в казармах британской армии. Большинство беженцев прибыли из восьми деревень, включая Ясур, Кастина, Аль-Батани, Аль-Шарки и Аль-Магар.

## Население
По данным Палестинского центрального статистического бюро в 2017 году население лагеря составляло 18 157 человек, в июле 2023 года БАПОР сообщило, что его население составляет 33 000 человек. А в самом муниципалитете 9 670 человек Во время войны войны в Газе его население достигло 100 000 человек, так как ЦАХАЛ приказал жителям севера сектора Газы эвакуироваться на юг. В первые месяцы войны между Израилем и ХАМАСом в 2023 году его население подвергалось неоднократным авиаударам со стороны ЦАХАЛа.

## Доход
До закрытия сектора Газа для Израиля в 2000 году после интифады Аль-Аксы большинство жителей устраивались на различные работы в Израиле или работали фермерами на местных пастбищах и пастбищах.

## Образование
В Магази есть три начальные школы и две неполные средние школы, находящиеся в ведении БАПОР. В 2004—2005 году в эти школы поступило 6407 учеников. В 1998 году БАПОР предоставило комплексные образовательные услуги 1264 детям с ограниченными возможностями. Существует ряд молодёжных мероприятий, включающих спортивные, социальные и культурные программы.
Одна школа БАПОР подверглась бомбардировке ЦАХАЛа в 2023 году. Ещё две использовались для размещения около 25 000 перемещенных палестинцев во время войны 2023 года

## Рейды и войны
Вечером в понедельник 6 января 2003 года ЦАХАЛ совершил налёт на лагерь, убил трёх палестинцев и ранил десятки, заявив, что они целились в скрывающихся там боевиков.
В 2023 году лагерь подвергся авиаударам Израиля 17 октября, 5 ноября, 6 и 24 декабря. По данным Министерства здравоохранения Газы, в результате авиаударов 5 ноября и 24 декабря погибло 50 и 70 человек соответственно. Беженцы в лагере столкнулись с эпидемиями, болезнями, блокадами, а также заблокированным доступом к свалкам. Две из семи скважин были разбомблены, а остальные вышли из строя из-за невозможности импорта топлива.
В январе 2024 года израильская армия ЦАХАЛ начала окружение лагеря .